# Pawinee Chumsri
Pawinee Chumsri is een Thaise mensenrechtenactivist.
Pawinee Chumsri diende als mensenrechtenadvocaat bij de Thai Lawyers for Human Rights (TLHR), een organisatie die vervolgde politieke verdachtes vertegenwoordigt.
Ze won de Somchai Neelapaijit 2017 Award ter ere van haar uitstekende prestaties in het beschermen van de mensenrechten.

## Opleiding
Pawinee Chumsri heeft een Graduate en Bachelor in de Rechten van de Thammasat Universiteit in Thailand. 

## Activisme
Haar ervaring in mensenrechtenprocesvoering heeft ze onder andere opgedaan tijdens zaken onder van het Thaise Zuidelijke Conflict (2005-2014) en Noodtoestand en “National Commission Peace and Orders’s Declaration” in Thailand.
Samen met haar team zorgt mevrouw Chumsri voor toegang tot basis juridische ondersteuning via een mensenrechten hotline centrum. Ze procederen ook strategische zaken en documenteren menserechtenschendingen onder het militaire bewind. Bovendien willen ze de bescherming van kwetsbare burgers verstevigen.

## Prijzen
Op 11 maart 2017 won Pawinee Chumsri de Somchai Neelapaijit prijs voor haar bijdrage in het beschermen van de mensenrechten. 

## Publicaties
- The Nation: https://web.archive.org/web/20190414112240/http://www.nationmultimedia.com/detail/politics/30308727
- International Bridges to Justice: https://www.ibj.org/programs/justicemakers/fellows/2015-justicemakers-fellows/pawinee-chumsri/
- The New York Times: https://www.nytimes.com/2016/09/29/world/asia/thailand-amnesty-torture-report.html